# Langenohl

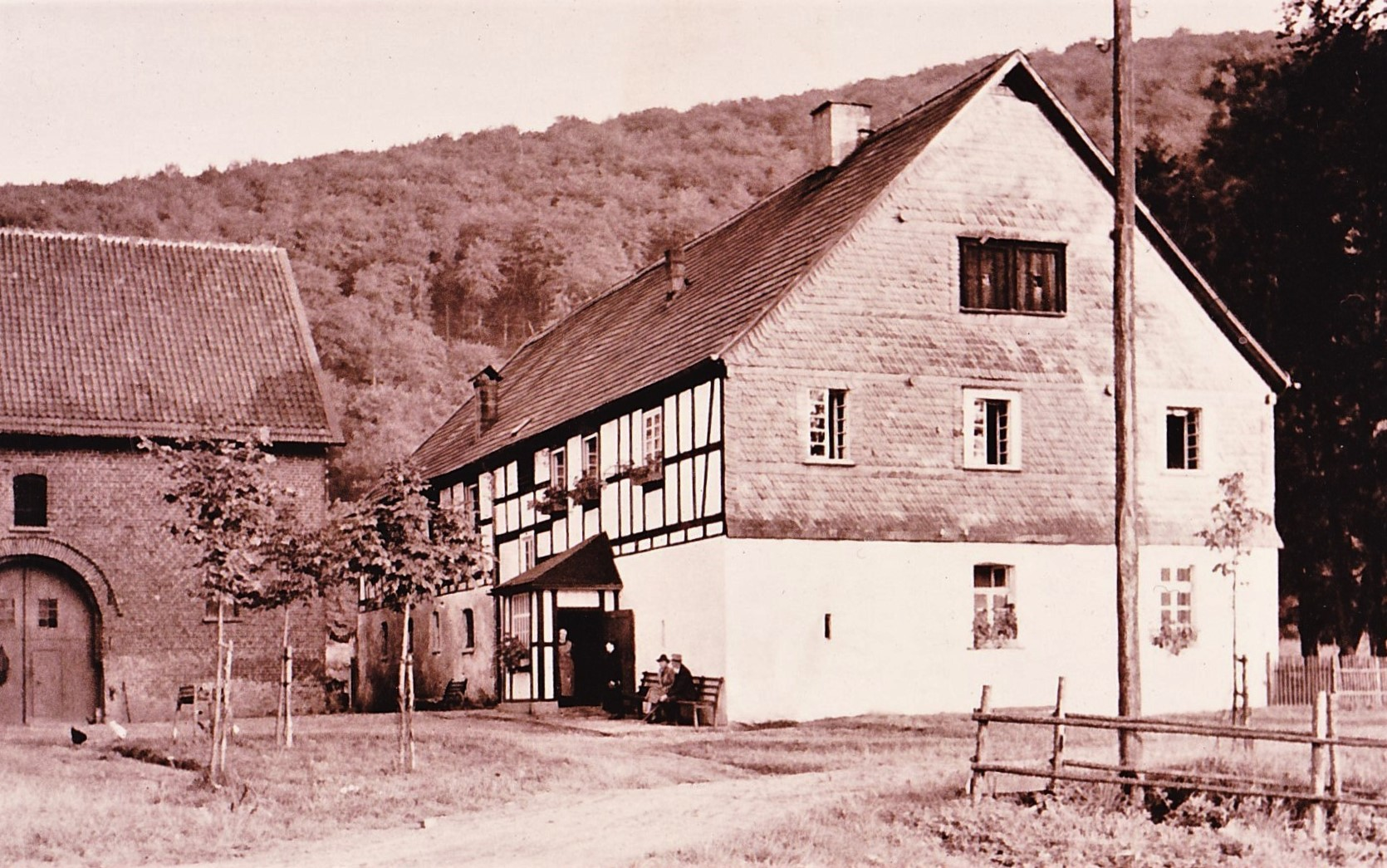
Ehemaliges Gut Langenohl um 1929

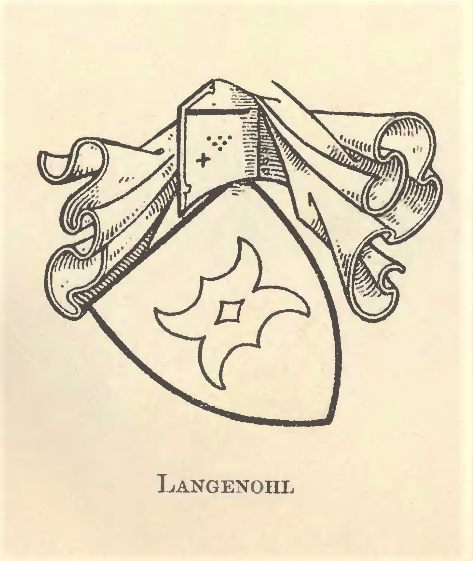
Wappen derer von Langenohl

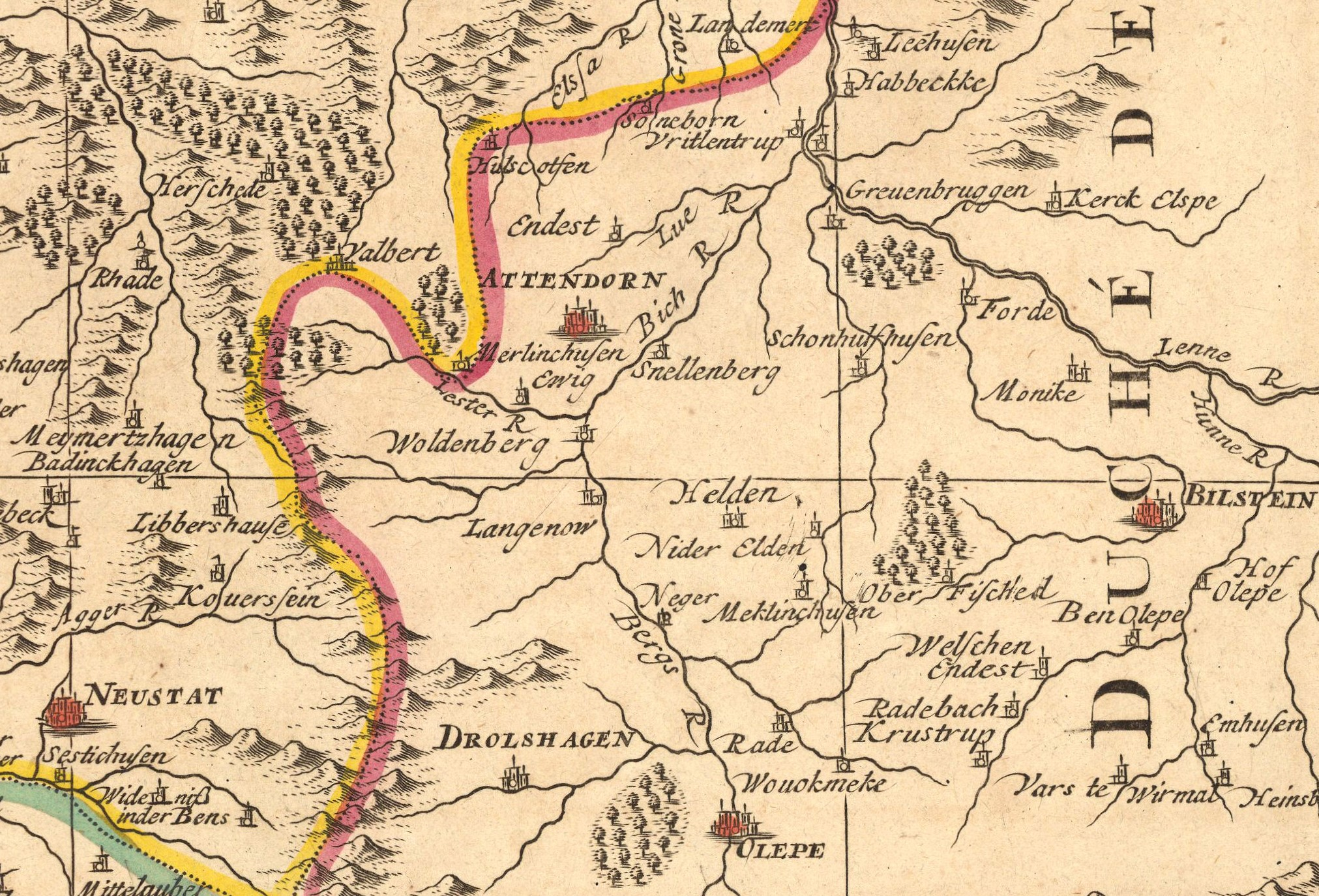
Kartenausschnitt von 1692 mit Langenohl (Langenow)

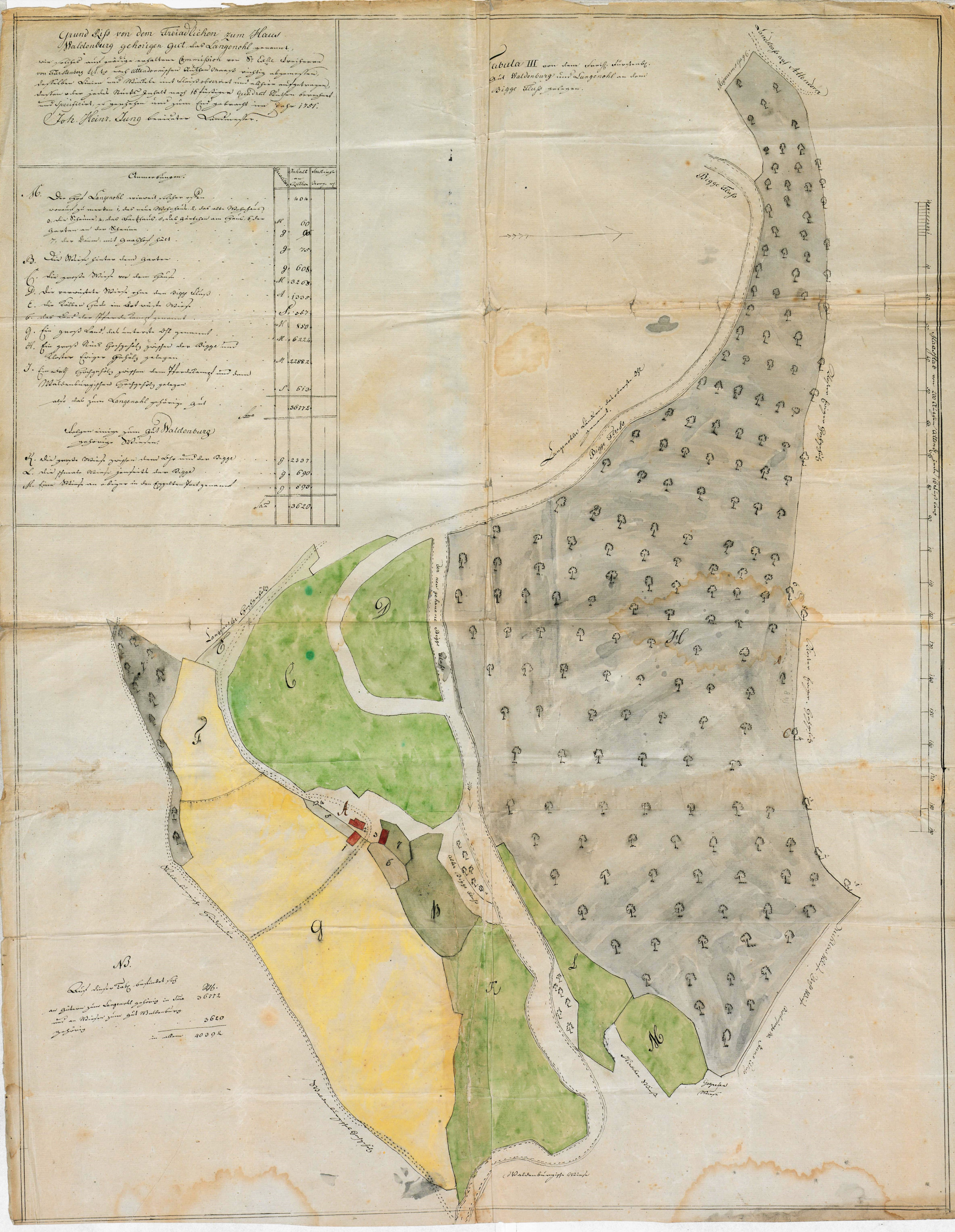
Ländereien des Gutes Langenohl

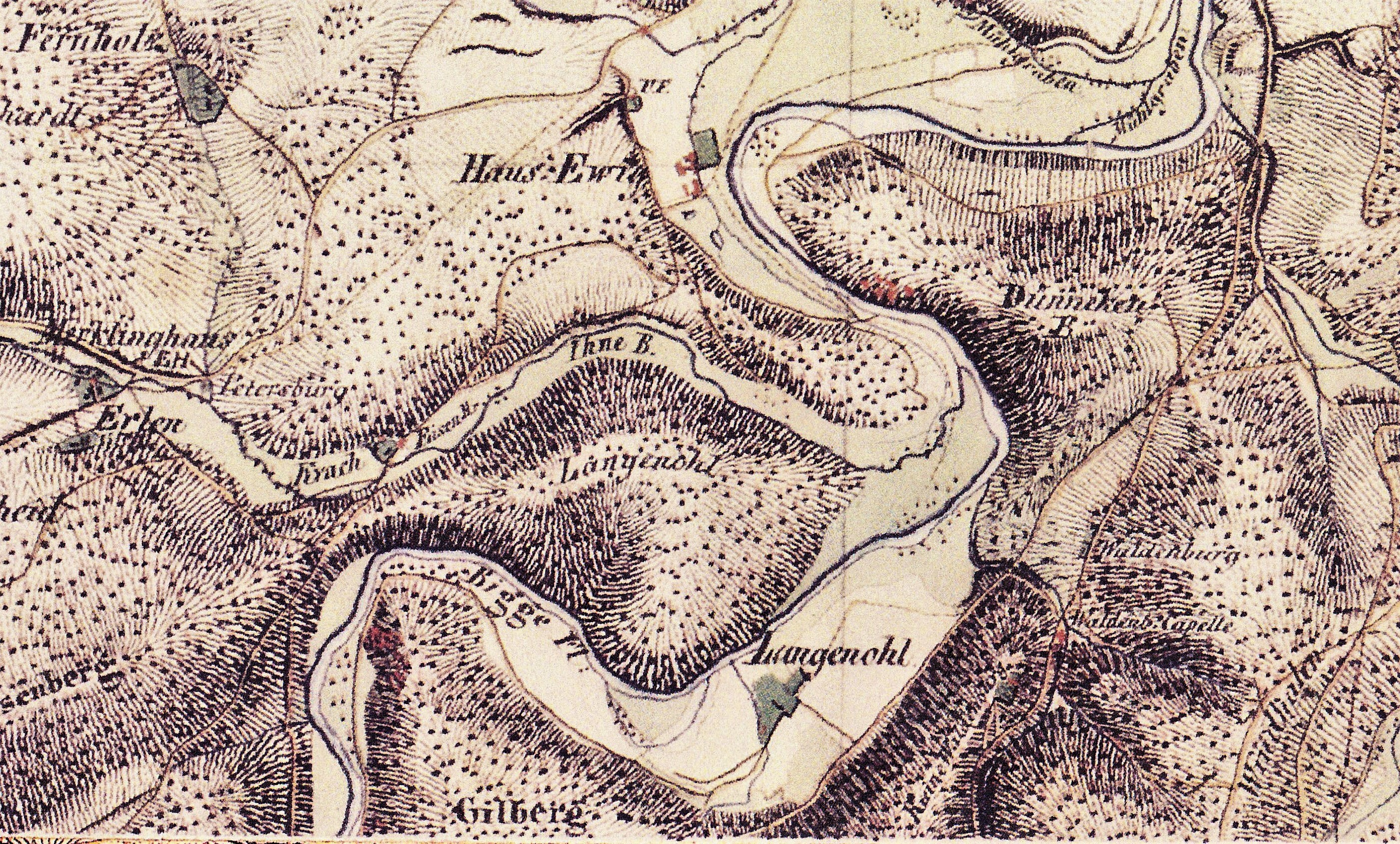
Lage von Gut Langenohl auf der Urkarte von 1836

Langenohl ist eine ehemalige Siedlung, die für den Bau der Biggetalsperre devastiert wurde. Langenohl lag in Nordrhein-Westfalen im mittleren Biggetal zwischen Olpe und Attendorn.
Der Bau der Talsperre wurde schon vor dem Zweiten Weltkrieg beschlossen, musste aber für die Dauer des Krieges zurückgestellt werden. Etwa ab 1950 nahm man das Projekt wieder auf. 1965 war die Biggetalsperre fertiggestellt, so dass mit dem Einstau von Wasser begonnen werden konnte. Das Gebiet des ehemaligen Ortes liegt heute auf dem Grund der Talsperre im Bereich zwischen Gilberginsel und Staumauer.

## Geschichte
Der Gutshof Langenohl lag 625 m westlich der Waldenburg im breiten Tal der Bigge, also auf einem „langen Ohl“. Am 3. Juli 1249 wurde der Hof „L[an]gole“ als Besitz der Grafen von Arnsberg erstmals urkundlich erwähnt. Der Ortsname kann mit „Stelle bei der langgestreckten Flußniederung“ gedeutet werden.
Am 29. April 1284 tauschte Ehrenfried von Bredenol mit dem Grafen Ludwig von Arnsberg seinen Hof Verse im Kirchspiel Herscheid gegen den Haupthof Langenohl (curia Langenole) bei Waldenburg. In den Jahren 1270 bis 1296 wurden der Ritter Gottfried von Langenohl und der Richter Hermann von Langenohl urkundlich erwähnt. 1395 erwarb Goddert von Langenohl von den Knappen Everd und Franke von Warstein deren Gut zu Bausenrode sowie das Gut und die Mühle zu Fretter. Am 16. November 1466 verpfändete Rechart von Langenohl seinem Bruder Godert sein Erbe; Zeugen waren Wilhelm von Langenohl, Kanoniker zu Grafschaft, und Diderich, Bruder des Vertragschließenden. Im Jahre 1506 ist der verstorbene Godert von Langenohl als Schuldner des Vaters Johanns von Schnellenberg bezeugt.
Im Verzeichnis der Gefälle z. Zt. des Erzbischofs Adolf (1547–56) heißt es, dass das Gut, auf dem der Schulte zu Langenohl sitzt, dem adeligen Geschlecht Hoberg auf der Waldenburg zustehe. Politisch gehörte das Gut zum Amt Waldenburg und im Gogericht und Kirchspiel Attendorn zur Bauerschaft Langenohl, der auch umliegende Orte wie Ackerschott, Imminghausen, Listernohl u. a. angehörten. Laut Schatzungsregister von 1543 hatte Johann Schulte zu Langenoil eine Abgabe von 1 Goldgulden zu entrichten. Im Register von 1565 wurde er nur noch mit ½ Goldgulden und sein Knecht mit 1 Ort (¼ Gg) besteuert. 1588 wird ein Adolf Langenohl und 1603 ein Jacob Langenohl erwähnt. Zu dieser Zeit war der Familienname in und um Attendorn schon sehr verbreitet. In den 1630er Jahren weisen die Attendorner Kirchenbücher einen Bernhard Langenohl aus.
Am 18. März 1646 wurde der betagte Adolf Langenohl über die Verhältnisse auf dem Gut befragt, und „wie dan auch boven im platz vorm Hauß Wallenburg“. Er sagte: „er sei fast 100 Jahre alt; er sei etwa 10 Jahre alt gewesen, als der Prinz von Oranien durchzog; sein Vater habe Johann geheißen, den Großvater habe er nicht gekannt. Er sei auf dem Hof Langenohl geboren. Sein Großvater habe den Hof von Heinrich Hoberg, Amtmann zu Waldenburg, gepachtet, davor habe Hoberg Waldenburg und Langenohl selbst gebraucht. Seines Großvaters Bruder Henrich habe vor dem Platz (der Burg) gewohnt. An Abgaben waren jährlich zu entrichten die Hälfte von Schweinen und Kühen sowie 300 Pfund Butter. Außerdem mussten sie 10 Malter Roggen, 10 Malter Gerste und 10 Malter Hafer abgeben; 1 Tag mussten Hölzer gefahren werden; von 20 Malter Hartkorn war 1 Malter an das Chorkapitel in Attendorn zu liefern. Seines Großvaters Bruder habe ebenfalls die Hälfte von Schweinen und Kühen geben müssen. Sein Großvater sei mit Sack und Pack vom Jakobshof (Ewig) und Saatkorn nach dem Langenohl, dessen Bruder Henrich auf das Gut vor dem Platz gezogen“ (Ausgefertigt von Johann Gottfried Hengesbeck, Gerichtsschreiber in Attendorn).
Am 24. April 1650 beantragte Gisbert von der Capellen, Deutschordenskomtur zu Waldenburg, bei Räten und Landständen in Arnsberg, dem Hof Langenohl die Schatzfreiheit zu gewähren. Bewohner des Hauses (Gutes) Waldenburg waren 1648, außer dem Komtur, auch Hindrich von der Heese, Diderich von Molheims, drei Ackerknechte, drei Jungens, ein Schäfer und vier Mägde. 1670/73 ging mit dem Waldenburger Besitz auch das Gut Langenohl auf die Familie von Fürstenberg über, aber erst am 21. September 1692 fand die offizielle Besitzergreifung statt.
Im Attendorner Pastorat-Rentenbuch (1658–1693) wird der Hof wie folgt beschrieben: „Langenoll ist ein sehr großer Meyerhoff, liegt gerade unter dem Haus Wallenburg auf einer Ebene am Fluß Bigge genandt, gehoerdt gemeltem adeligen Haus Wallenburg. Colonus Joannes auff dem Langenoll 1658–1678, nach dem hat der Sohn Wilhelm die Haushaltung an sich genommen“.
Im Jahre 1678 lieferte Wilhelm Langenohl 4 Fuder Stellholz für die Bauarbeiten an der Franziskanerkirche in Attendorn. Am 3. November 1679 bestätigte der Attendorner Pfarrer Johannes Zeppenfeld den Empfang eines jährlichen abzuliefernden Malters Gerste aus dem Meierhof Langenohl. Im Schatzungsregister von 1685 ist Johann Langenohl in der Bauerschaft mit seinem verheirateten Sohn Wilhelm und dem Schwiegersohn Caspar Dietrich Schnütgen aus Weuste bezeugt. Letzterer war noch 1717 mit sieben Kindern aufgeführt. Familie Schnütgen war in Nachfolge Pächter auf dem Gut.
Im Jahre 1720 bemängelte der Amtsverwalter Höynck zu Bilstein, dass die uralte Mühle in Langenohl dringend repariert werden müsste. Am 17. September 1750 besichtigte der Freiherr von Fürstenberg das Gut Langenohl. 1786 berichtete die Fürstenbergische Verwaltung von Schwierigkeiten mit dem Pächter Schnütgen. Dessen Nachlässigkeit und unzureichende Bewirtschaftung des Gutes veranlasste den Freiherrn in den 1790er Jahren, der Familie des Laurentius Kampschulte (1753–1824) aus Ruhne (Schulte im Kampe) die Bewirtschaftung zu übergeben. Der Nachkommenkreis dieser Familie ist außergewöhnlich zahlreich und verzweigte sich später in eine Attendorner, Bilsteiner und Münsteraner Linie.
Im Jahre 1796 quittierte Dechant Stefan Anton Bresser aus Attendorn den Empfang von 1 Mudde Meßhafer und 1 Viertel Hafer für den Küster als Abgabe des Hofes Langenohl. Kaplan Müller bestätigte die an das Chorkapitel zu entrichtenden 6 Scheffel Gerste. Gut Langenohl wurde 1817 als Rittergut bezeichnet und hatte 11 Einwohner. Etwas später wurde die Familie Marcus Pächter auf dem Fürstenbergischen Erbpachtgut und sie bewirtschafte Langenohl gemeinsam mit der Familie des Johann Peter Kampschulte (1789–1863).
Im Streit mit den Erben des ehemaligen Pächters Johann Schnütgen um dessen Ansprüche verglich sich der Freiherr Friedrich Leopold von Fürstenberg am 8. November 1826 mit diesen zur Zahlung einer Abfindung von 1000 Reichstalern; im Gegenzug verpflichteten sich die Erben, auf sämtliche Ansprüche und Forderungen in Bezug auf Gut Langenohl zu verzichten.
Laut Handschein hatte Johann Peter Kampschulte eine Schuld von 75 Rtl. 26 Sgr. in der nach dem Tode des Freiherrn 1835 aufgestellten Inventarliste. Am 14. August 1836 heiratete sein ältester Sohn Laurenz (geb. 1814) die Gutspächtertochter Maria Margaretha Marcus. Johann Peters letztgeborener Sohn Peter Wilhelm (1845–1918) begründete in der zweiten Hälfte des 19. Jahrhunderts in Beukenbeul die Attendorner Linie der Familie. Die Familie Marcus blieb bis 1961 auf Gut Langenohl. 1921 hatte es eine Größe von 157 ha, davon 107 ha Wald.
Im Jahre 1871 gab es auf dem Gut 14 Bewohner, Gutspächter war Heinrich Marcus. 1899 betrieb Peter Gehle in Langenohl eine Bierwirtschaft. Das Adressbuch von 1929  führt in Langenohl die Namen „Keseberg, Klein (4) und Marcus (3)“. 1936 gab es 2 Wohnhäuser mit 3 Haushaltungen und 15 Einwohner. Das Adressbuch von 1956 führt die Namen „Klein (3), Elisabeth Marcus und Gutspächter Josef Marcus“. Wegen des Baus der Biggetalsperre wurden 1961 die Hofgebäude abgerissen. Umgesiedelt wurden 3 Familien mit 14 Personen (Stand: 9. November 1950).

## Einzelnachweise

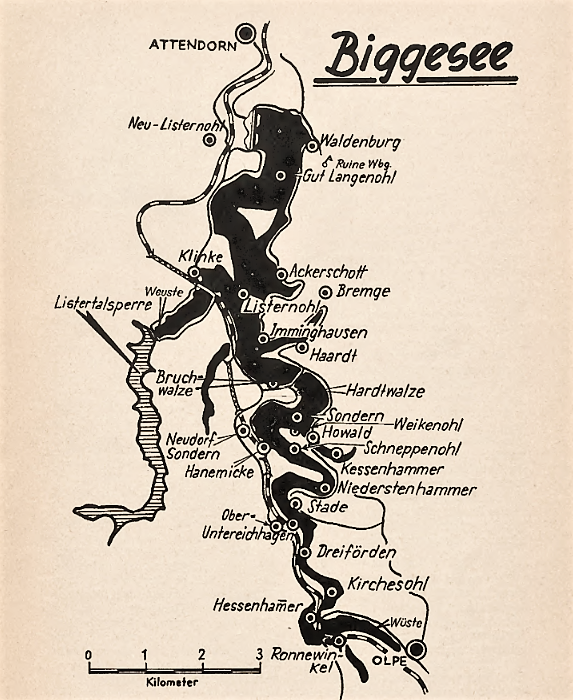
Karte der untergegangenen Orte im Biggesee